# Thomas Sutter (Schwinger)
Thomas Sutter (* 1. Oktober 1973 in Appenzell) ist ein ehemaliger Schweizer Schwinger.
Sutter setzte sich 1995 in Chur gegen den Favoriten Eugen Hasler im Schlussgang durch und wurde Schwingerkönig. Neun Jahre später stand er am Eidgenössischen Schwing- und Älplerfest in Luzern erneut im Schlussgang. Es gelang ihm, dem nachmaligen Schwingerkönig Jörg Abderhalden einen Gestellten (Unentschieden) abzutrotzen.
In seiner 16-jährigen Karriere als Aktivschwinger erkämpfte er sich fünf eidgenössischen Kränze und 29 Kranzfestsiege, unter anderem je einmal das NOS und SWS, zweimal das Schwägalpschwingfest, einmal den Weissenstein und 23 Kantonalschwingfeste. Er zählte als 70-facher Kranzgewinner und als Unspunnensieger 1993 zu den erfolgreichsten Schwingerpersönlichkeiten seiner Generation.